# Казазаевка (Речицкий район)
Казазаевка (бел. Казазаеўка) — деревня в Жмуровском сельсовете Речицкого района Гомельской области Белоруссии. Название предположительно происходит от диалектного слова «казазайка», что означает — заводь, мелководный участок русла реки, в котором стирают белье, купаются.

## География

### Расположение
В 2 км на юг от районного центра и железнодорожной станции Речица (на линии Гомель — Калинковичи), 52 км от Гомеля.

### Гидрография
На реке Днепр.

## Транспортная сеть
Транспортные связи по автодорогам, которые отходят от Речицы. Планировка состоит из прямолинейной улицы, близкой к меридиональной ориентации (по обе стороны автодороги Речица — Лоев), к которой с востока и запада присоединяются короткие улицы. Застройка кирпичная и деревянная усадебного типа.

## История
Обнаруженные археологами 2 курганные могильники (рядом с деревней) свидетельствуют о заселении этих мест с давних времён. По письменным источникам известна с XVIII века как селение в Речицком повете Минского воеводства Великого княжества Литовского. После 2-го раздела Речи Посполитой (1793 год) в составе Российской империи. В 1879 году обозначена в Речицком церковном приходе. В 1908 году в Заспенской волости Речицкого уезда Минской губернии. В 1931 году организован колхоз. 71 житель погиб на фронте. В составе колхоза «40 лет Октября» (центр — деревня Бронное).

## Население

### Численность
- 2004 год — 311 хозяйств, 796 жителей.

### Динамика
- 1795 год — 9 дворов.
- 1897 год — 41 двор, 272 жителя (согласно переписи).
- 1908 год — 60 дворов, 396 жителей.
- 1930 год — 113 дворов, 557 жителей.
- 1959 год — 796 жителей (согласно переписи).
- 2004 год — 311 хозяйств, 796 жителей.